# بيركوت

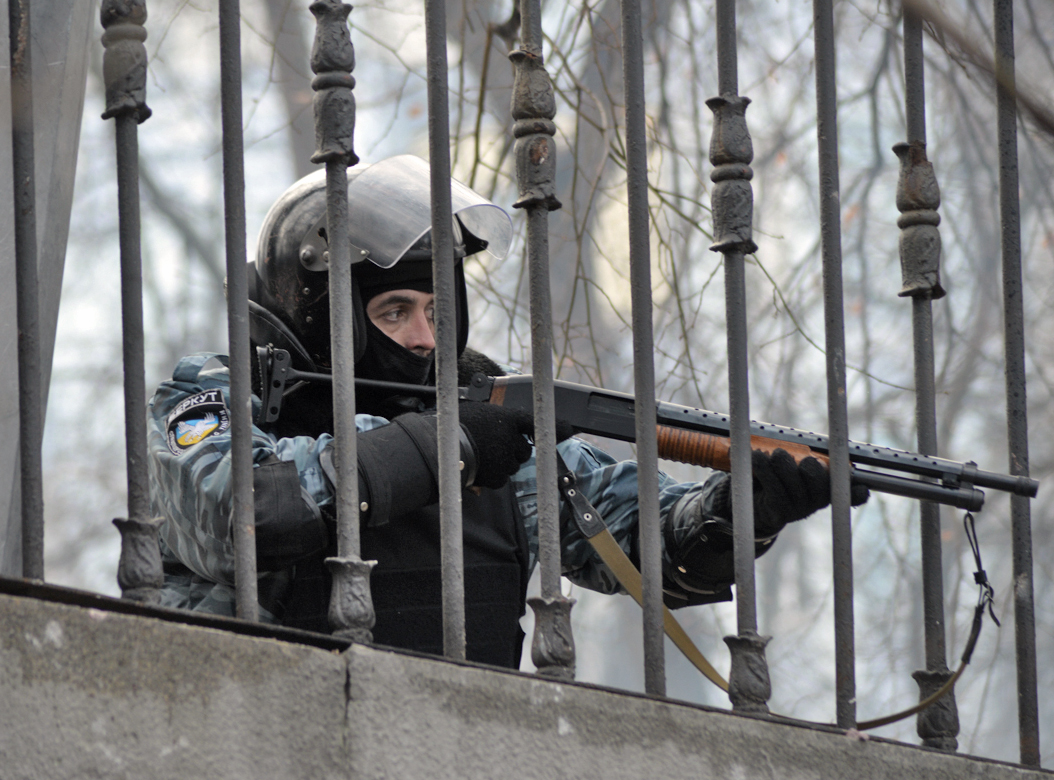
أحد الأفراد يطلق النار

قوات البيركوت - وتعني «النسر الذهبي» - هي قوات مكافحة الشغب التابعة لحكومة أوكرانيا.
طلبت وزارة الخارجية الروسية من قنصلية البلاد في سيمفروبول - عاصمة شبه جزيرة القرم - منح الجنسية الروسية لأفراد قوات البيركوت، عقب توقيع وزير الداخلية الأوكراني قرارًا بحلها يوم 28 فبراير 2014، في خضم وصول المعارضة للسلطة عقب احتجاجات الميدان الأوروبي، وتورط تلك القوات في قتل نحو مئة متظاهر.

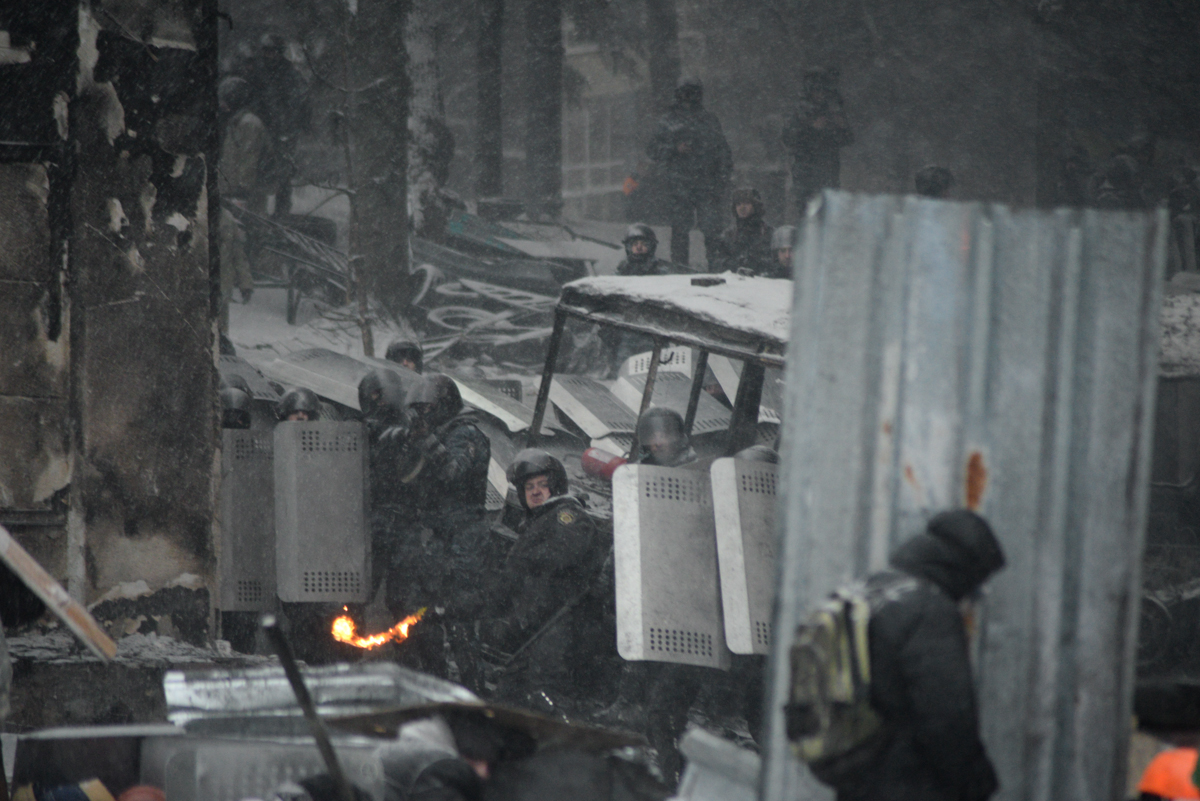
قوات البيركوت تطلق النار
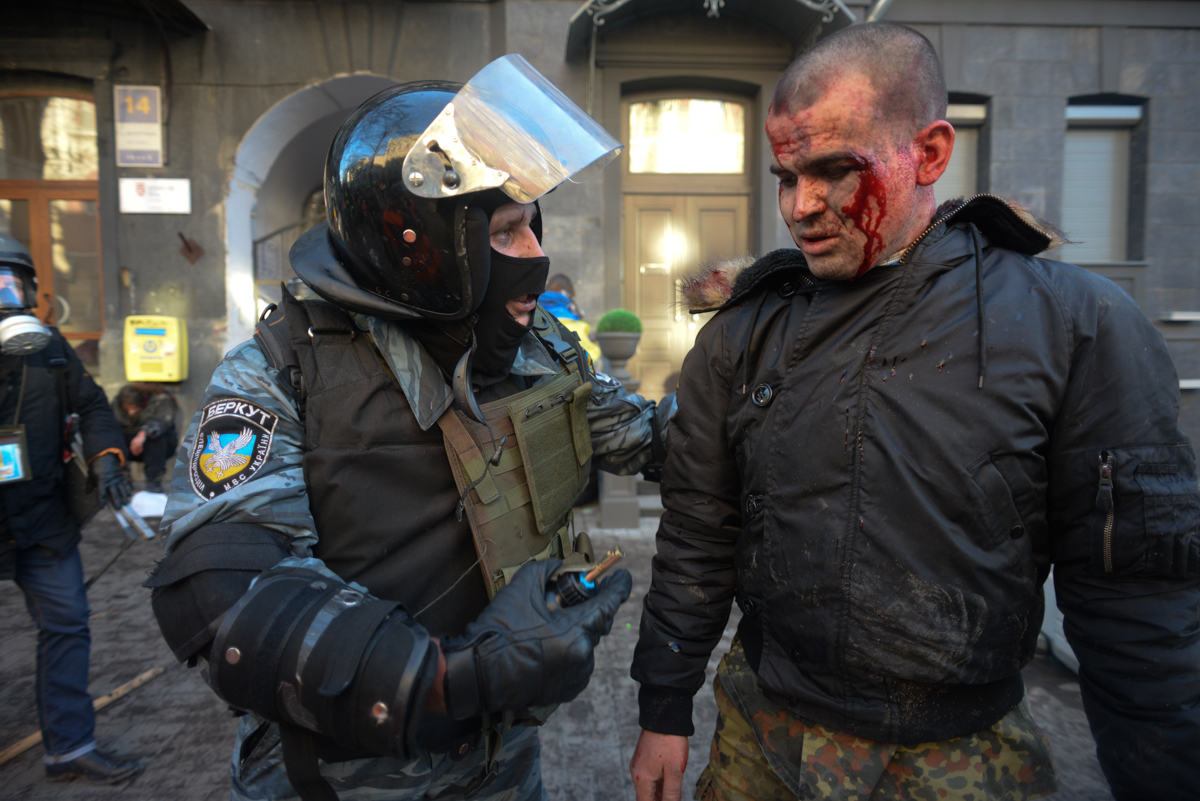
أحد أفراد القوات يتحدث مع مصاب
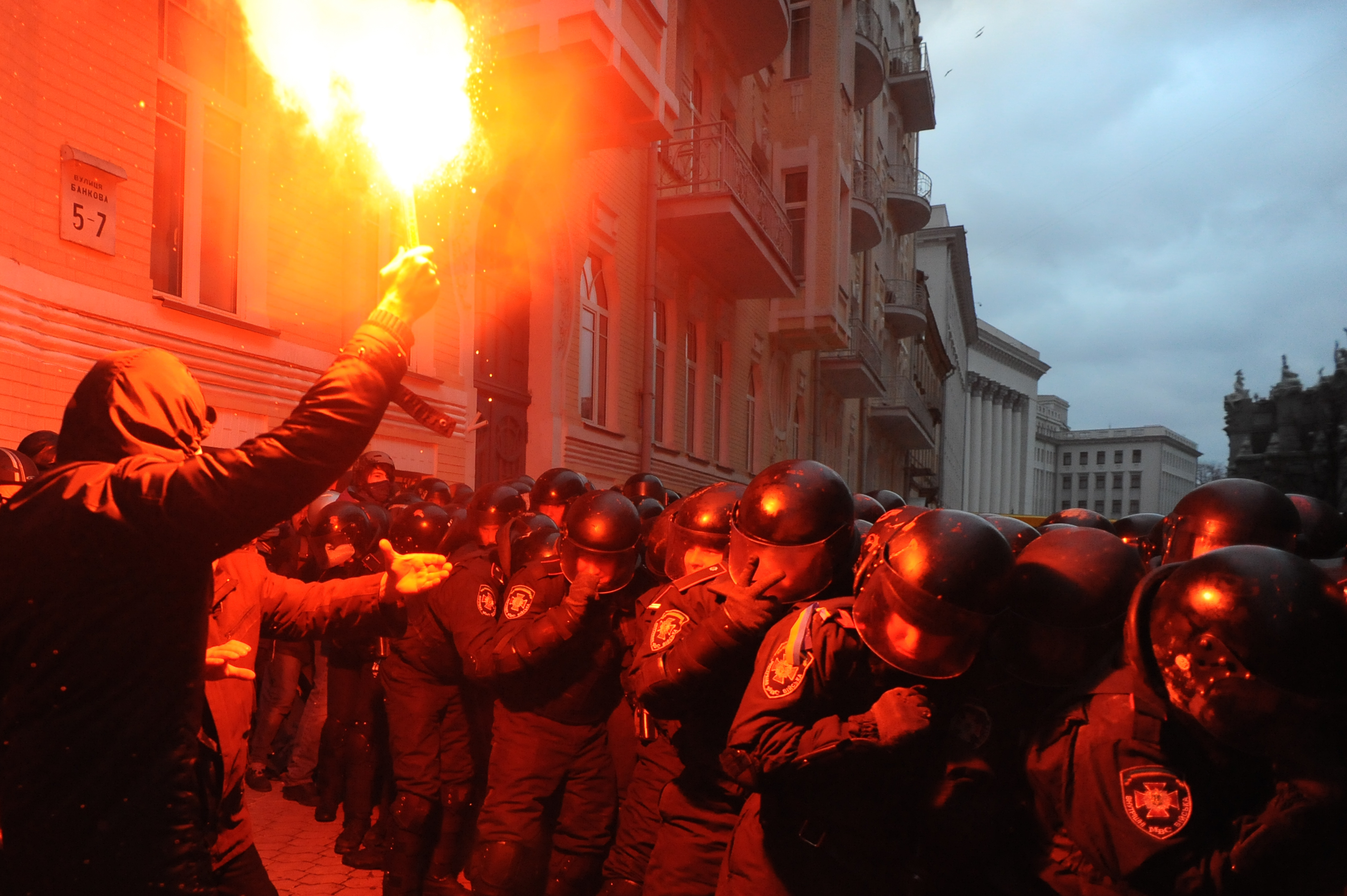
قوات البيركوت تواجه متظاهر
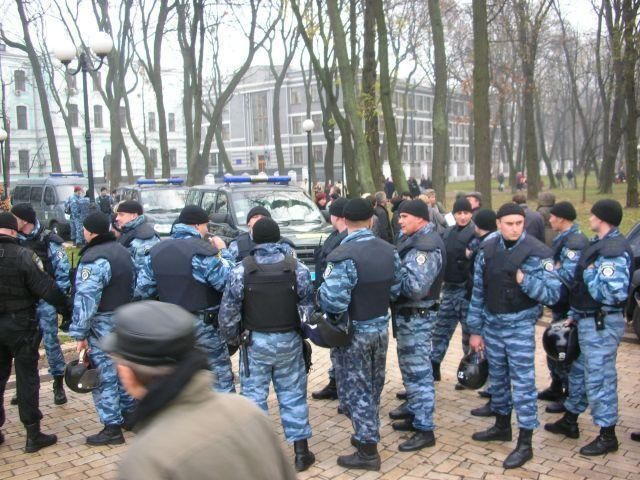
قوات البيركوت
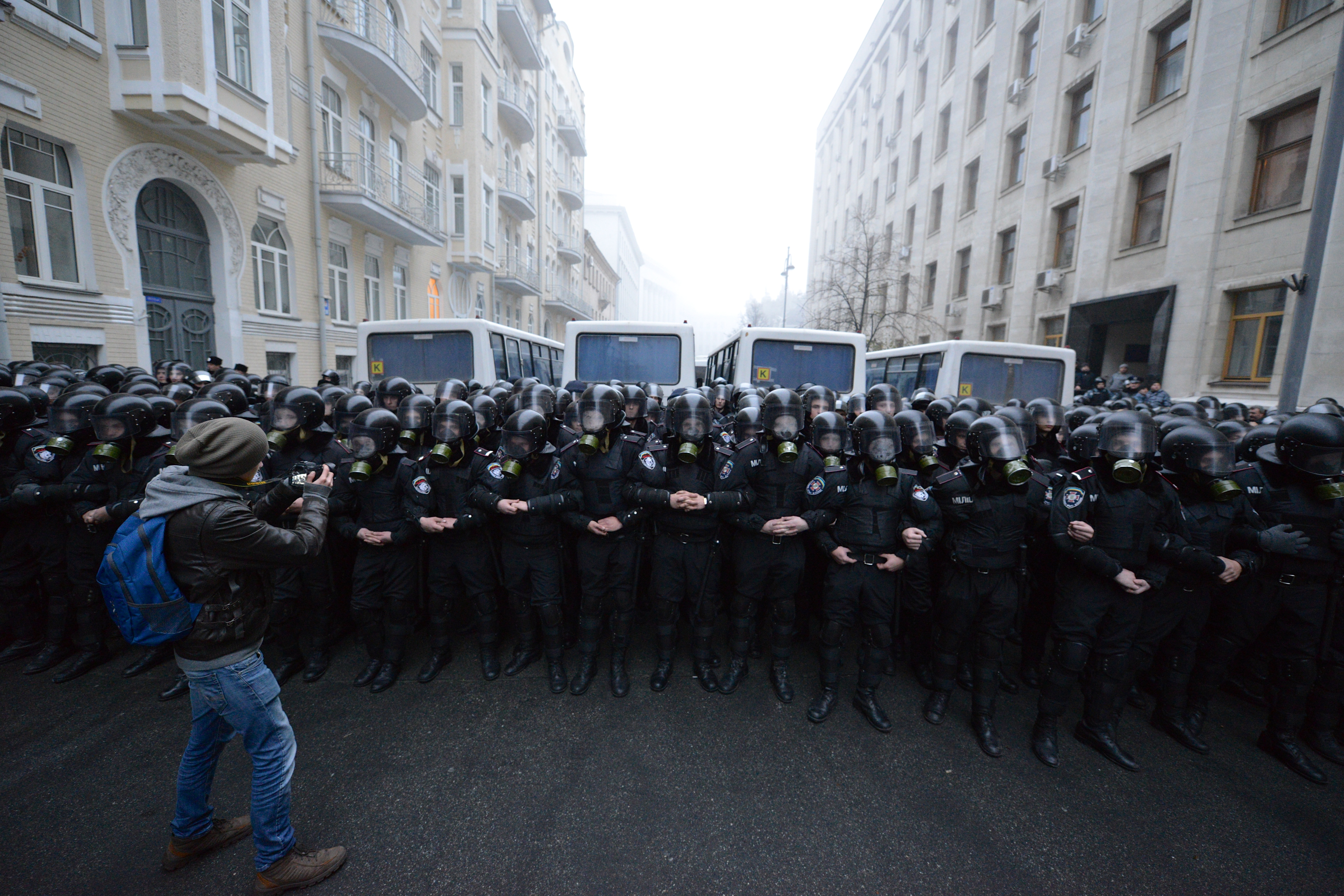
سد الطريق إلى مقر الرئاسة
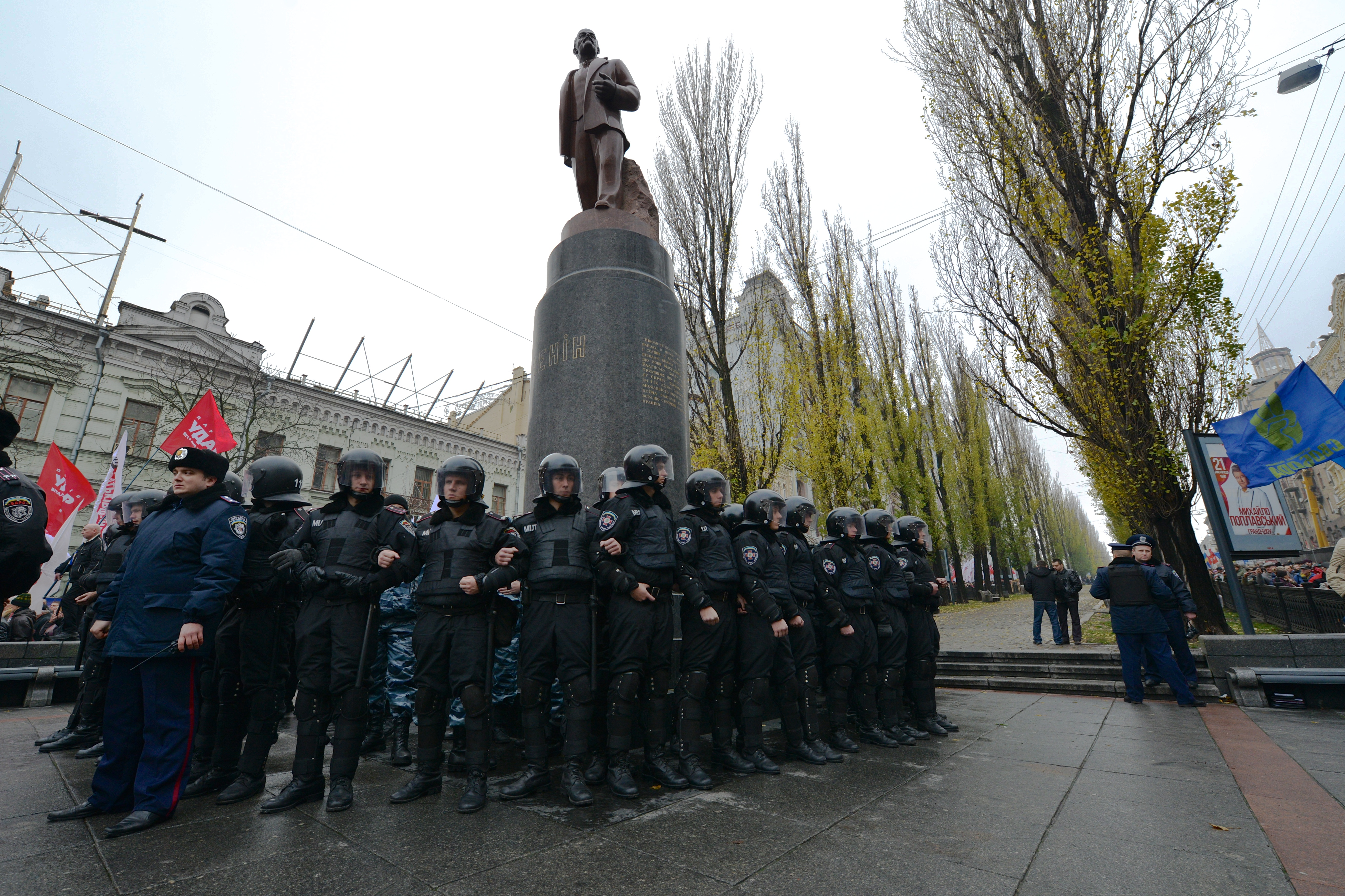
حماية تمثال لينين
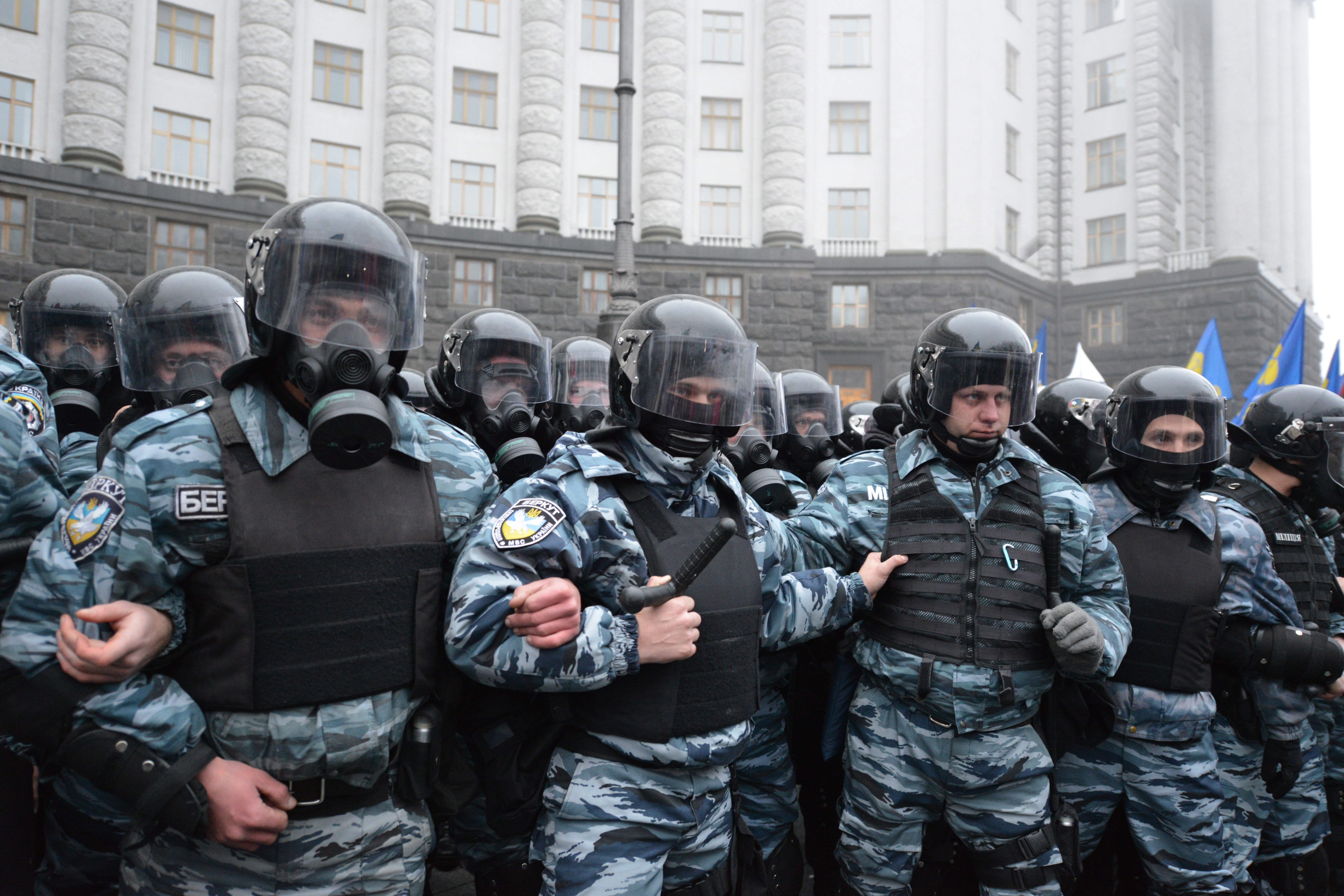
أمام مجلس الوزراء
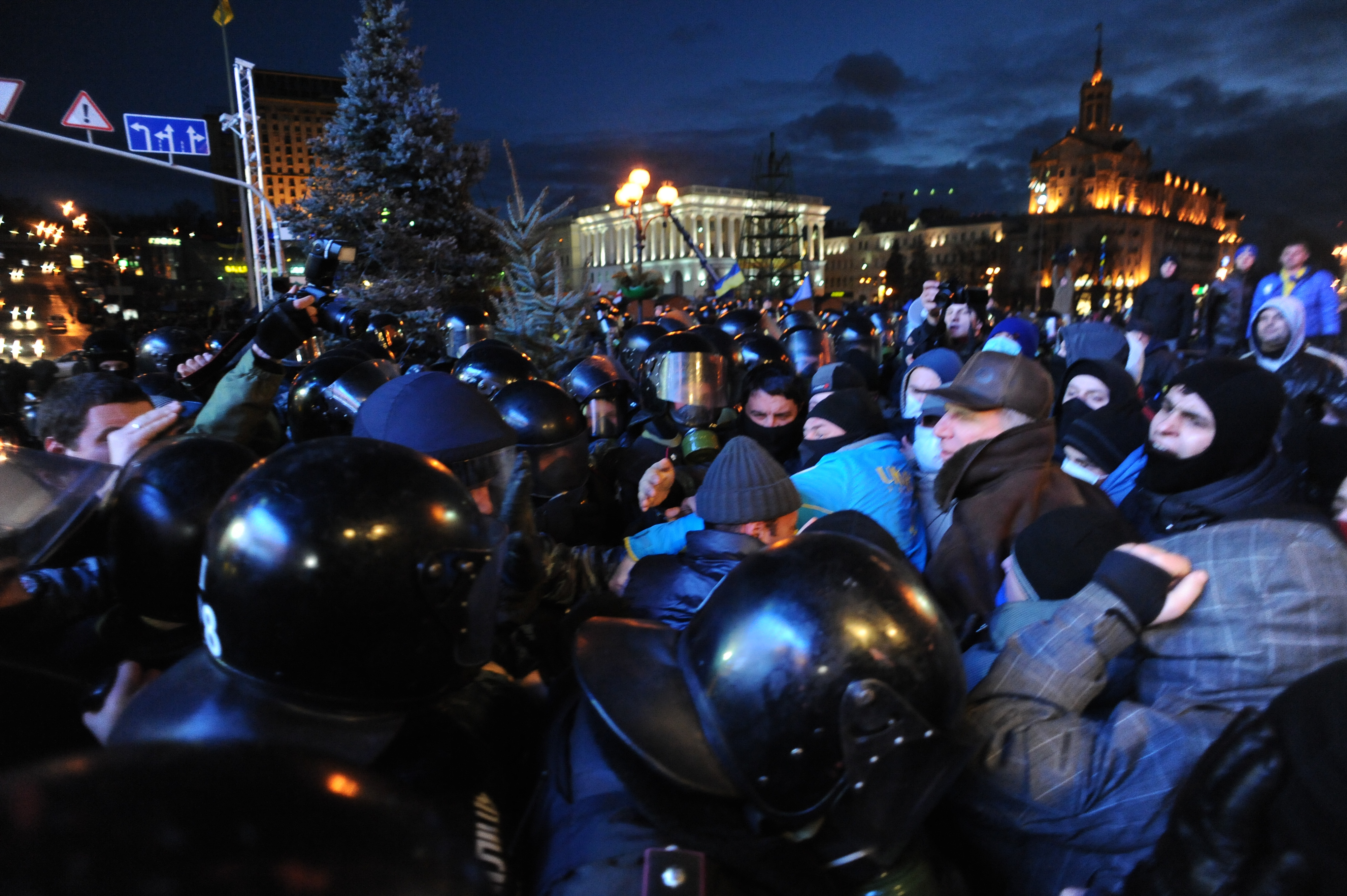
قوات البيركوت أثناء مباراة كرة قدم